# المنار
شبکه ماهواره‌ای المنار (به عربی: المنار) شبکه اطلاع‌رسانی و رسانه‌ای حزب‌الله لبنان است.

## محدودیت‌ها

### فرانسه
در سال ۲۰۰۴ شورای عالی اطلاع‌رسانی سمعی و بصری فرانسه توافق‌نامه امضاء شده خود با المنار را لغو کرد. این شورا در سال ۲۰۰۴ توافق‌نامه‌ای را با المنار امضاء کرد که در آن شبکه المنار متعهد شد که به قوانین جاری در فرانسه احترام بگذارد و به هیچ وجه به نفرت افکنی، خشونت، تبعیض نژادی، جنسی، دینی یا ملیتی اقدام نکند تا از طریق این قرارداد برنامه‌های خود را از طریق ماهواره فرانسوی یوتلست پخش کند. یکی از علل لغو این قرارداد پخش برنامه‌ای بود که در آن، گوینده برنامه به‌طور تلویحی اسرائیل را به ترویج ایدز در کشورهای عربی متهم کرده بود.

### آمریکا
در سال ۲۰۰۴ دولت آمریکا، شبکه المنار را در فهرست گروه‌های تروریستی قرار داد خبرگزاری مهر این اقدام را با فشار لابی‌های صهیونیستی دانست. با این اقدام آمریکا شهروندان آمریکایی اجازه کمک مالی به این شبکه را ازدست دادند و همچنین افرادی که با این شبکه در ارتباط بودند حتی درمعرض اخراج از آمریکا قرار گرفتند. اداره ماهواره‌ای گلوب کاست نیز پس از این اقدام دولت آمریکا از پخش برنامه‌های این شبکه درآمریکا خودداری کرد.

### آلمان
در سال ۲۰۰۴ دولت آلمان پخش برنامه‌های المنار را در اماکن عمومی ممنوع کرد همچنین محدودیت‌هایی همچون، ممنوعیت تبلیغات در المنار، جمع‌آوری پول و برپائی مهمانی در هتل‌ها را نیز براین شبکه اعمال کرد. با این حال، ساکنان خانه‌های شخصی قادر خواهند بود برنامه‌های آن را دریافت کنند.

## سیاست‌ها
المنار در برنامه‌های ۲۴ ساعته خود، مبارزات نیروهای نظامی حزب‌الله لبنان و فلسطین را علیه مواضع اسرائیل نشان می‌دهد و رفتار سازمانی-رسانه‌ای کاملاً ضد صهیونیستی دارد. المنار در آغاز برنامه‌های روزانه خود، سرودی را پخش می‌کند که در آن به انتفاضه و مبارزه علیه صهیونیسم و استکبار جهانی، اشاره دارد.

## برنامه‌ها
شبکه تلویزیونی المنار به زبان‌های مختلف به صورت ۲۴ ساعته اخبار، گزارش‌ها و پیام‌های مختلف حزب‌الله لبنان را در زمینه مسائل سیاسی، فرهنگی و اقتصادی منطقه و جهان عرب، به خصوص در عراق و فلسطین منتشر می‌سازد.
علاوه بر این شبکه المنار تصاویری از فعالیت‌های حزب‌الله لبنان در منطقه و هم چنین نشست‌های این حزب را با پوشش جهانی، مخابره می‌کند. انتظار می‌رود بیش از ۳۰ میلیون نفر مخاطب شبکه مذکور باشند و با وجود قطع متعدد برنامه‌های این شبکه در اروپا، هم چنان مخاطبان این شبکه از طریق سایت اینترنتی المنار به مشاهده برنامه‌های آن می‌پردازند.